# Simon Channing-Williams
Simon Channing-Williams (* 10. Juni 1945 in Maidenhead, Berkshire; † 11. April 2009 in Cornwall) war ein britischer Filmproduzent.

## Leben
Channing-Williams erhielt seine Schulbildung an der Stowe School, auf dem Anwesen Stowe House gelegen. In den 1970er Jahren schlug er eine Laufbahn bei der British Broadcasting Corporation ein. Hier erhielt er eine Ausbildung zum Regieassistenten. Zu Beginn der 1980er Jahre schied er aus der BBC aus, arbeitete weiterhin als Regieassistent und begann erste Erfahrungen als Produzent zu sammeln.
Channing-Williams war dem Regisseur Mike Leigh in einer langjährigen Kooperation verbunden. 1980 war er als Regieassistent für Leigh bei der BBC-Produktion Grown-Ups tätig. 1988 produzierte er mit Hohe Erwartungen erstmals einen Film von Leigh, gemeinsam hatten sie im gleichen Jahr die Produktionsfirma Thin Man Films gegründet. Die beiden blieben sich rund 20 Jahre verbunden, ihre letzte gemeinsame Produktion war Happy-Go-Lucky aus dem Jahr 2008. Im Jahr 2000 gründete Channing-Williams zusammen mit Gail Egan Potboiler Productions, eine weitere Produktionsfirma. Unter deren Dach wurden insgesamt sieben Filmprojekte realisiert. Außerdem betrieb er zwei Pubs in Berkshire.
Channing-Williams starb an den Folgen einer Krebserkrankung. Er wurde von seiner dritten Ehefrau und insgesamt fünf Kindern überlebt.

## Auszeichnungen (Auswahl)
1997 war er für den Film Lügen und Geheimnisse für den Oscar in der Kategorie Bester Film nominiert. Für den gleichen Film wurde ihm und dem Regisseur Mile Leigh der British Academy Film Award in der Kategorie Bester britischer Film verliehen. Bei den British Independent Film Awards 1999 wurde Channing-Williams zum Produzent des Jahres gekürt. 2006 erhielt er den London Critics’ Circle Film Award als Bester britischer Produzent.

## Filmografie (Auswahl)
- 1988: Hohe Erwartungen (High Hopes)
- 1991: Life is Sweet
- 1993: Nackt (Naked)
- 1995: Jack und Sarah – Daddy im Alleingang (Jack & Sarah)
- 1996: Lügen und Geheimnisse (Secrets & Lies)
- 1997: Karriere Girls (Career Girls)
- 1999: Topsy-Turvy – Auf den Kopf gestellt (Topsy-Turvy)
- 2002: Nicholas Nickleby
- 2002: All or Nothing
- 2004: Vera Drake
- 2005: Der ewige Gärtner (The Constant Gardener)
- 2008: Happy-Go-Lucky